# Корнєєв Олександр Порфирович
Корнєєв Олександр Порфирович 12 вересня 1903 — 20 лютого 1987) — український зоолог, теріолог, професор (1962), протягом 1948–1964 років завідував кафедрою зоології хребетних біологічного факультету Київського університету.

## Народження, навчання
Народився О. П. Корнєєв 12 вересня 1903 р. в сім'ї дорожнього майстра на станції Цибулеве Південно-Західної залізниці (станція розташована в нинішній Кіровоградській області). Навчався в Могилів-Подільській гімназії. У 1920 р. вступає на підготовчий курс біологічного відділу факультету освіти Київського інституту народної освіти.

## Початок трудової кар'єри і наукової роботи
Після закінчення інституту в 1926 р. направляється Київським окружкомом комсомолу в Березанський район Київської області, де викладає зоологію в трудовій школі. Жваво цікавиться природою, створює в школі гурток юних натуралістів і живий куточок. Незабаром, у 1928 р., з'являється його стаття «Методика викладання органічної природи», в якій узагальнено перший досвід.
У цьому ж році О. П. Корнєєва запрошують асистентом на кафедру зоогеографії Київського університету. Керував нею відомий учений, засновник київської школи орнітологів професор В. М. Артоболевський. Крім викладацької роботи в університеті, молодий зоолог багато уваги приділяє вивченню звірів в умовах неволі. До 1932 р. він був науковим директором Київського зоопарку, вів гурток юннатів при зоопарку. У 1933 р. Корнєєва обирають доцентом кафедри зоогеографії, а в 1938 р. призначають деканом біологічного факультету. У червні 1940 р. Олександр Порфирійович захищає кандидатську дисертацію.
З 1933 по 1941 рр. Корнєєв здійснює цілий ряд експедицій: в Теберду, на узбережжі Чорного моря, в Азербайджан, західний Памір. У 1939 р. він керує експедицією з вивчення козулі (сарни європейської) в Україні.

## Діяльність під час II Світової війни
У 1941 році Корнєєв був призначений уповноваженим з евакуації скарбів київських музеїв, Києво-Печерської Лаври. На баржі по Дніпру вони були доставлені до Дніпропетровська, а звідти — залізницею до Уфи. У 1942 р. Корнєєв добровольцем іде на фронт, хоча як декан факультету мав право на «бронь». Він воював у 1-й повітряній армії, з III Білоруським фронтом прийшов у Берлін. За бойові заслуги капітан Корнєєв нагороджений орденом Червоної Зірки і шістьма медалями.
Під час наступу Червоної Армії в Східній Пруссії у середньовічному замку Хайльберг біля Кенігсберга Корнєєв виявив велику колекцію палеарктичних метеликів. У ній він впізнав колекцію з рідного Зоомузею Київського університету, розграбованого фашистами перед відступом. Всі матеріали було ретельно упаковано і переправлені на батьківщину. Незабаром ця колекція лягла в основу відновлюваного музею КДУ.

## Робота і творчість у повоєнний час
У 1946 р. О. П. Корнєєв повертається до Києва, займає посаду доцента університету. У 1948 р. його обирають завідувачем кафедри зоології хребетних.
Одночасно з відновленням зруйнованого університету О. П. Корнєєв займається закладкою фундаменту будівлі Українського товариства охорони природи. Ще не відгриміли залпи війни, коли в лютому 1945 р. в Києві було створено ініціативну групу по організації товариства охорони природи. Після демобілізації Корнєєв активно включився в роботу оргбюро УТОП.
15 липня 1953 р. в Києві відбувся 1-й з'їзд УТОП. Корнєєва було обрано до складу Президії товариства, куди він входив аж до самої смерті протягом 34 років.
У 1948 р. Мінлісгосп СРСР домігся через союзний уряд постанови про передачу лісів Середньо-Дніпровського заповідника (Канівського) у відання лісгоспів. О. П. Корнєєву, разом із професорами-біологами Київського університету та ректором КДУ В. Г. Бондарчуком, за підтримки Радміну УРСР, вдалося відстояти заповідник.
У 1959 р. Корнєєв, разом з іншими зоологами, виступив на захист лисиць, яких за постановою Радміну України, вирішено було знищити в республіці.
У 1962 р. Олександра Порфировича, за великі наукові заслуги, затверджують у званні професора без захисту докторської дисертації. З 1965 р. він — професор-консультант кафедри зоології хребетних КДУ.
Помер О. П. Корнєєв 20 лютого 1987 р. в Києві.

## Робота в природоохороні
Велику увагу приділяв Олександр Порфирович природоохоронній пропаганді, публікувався у багатьох республіканських, київських обласних та міських газетах. Це були нотатки про звірів та птахів, яких потрібно охороняти, рекомендації щодо спорудження штучних гніздівель, зимової підгодівлі птахів тощо.
Олександр Порфирович вів рубрику «По сторінках Червоної книги» в журналі «Рідна природа», членом редколегії якого був. Однак його матеріали не завжди друкували. Взимку 1975 р. він пише своєму другові, дитячому письменнику О. Плевако: «… мою статтю спіткала доля Вашої книги. Не друкують і не обіцяють опублікувати її. Занадто несамовиті факти, про які говорити вголос у нас не положено».
З 1966 р., з ініціативи О. П. Корнєєва, в УРСР почав проводитися місячник тиші, а з початку 1970-х років місцевими органами влади стали прийматися рішення щодо охорони першоцвітів. 1969 року проф. Корнєєв став організатором студентської дружини охорони природи КДУ, в 1983 р. обраний головою Координаційно-методичної ради студентських дружин України.
Про охорону природи Олександр Порфирович Корнєєв прочитав понад тисячу лекцій, написав сотні газетних статей, десятки разів виступав на радіо. Загальний наклад підготовлених ним за його участі плакатів та буклетів сягнув далеко за 100 тисяч.

## Найважливіші праці
- Корнєєв О. П. Визначник звірів УРСР. — Київ: Радянська школа, 1952. — 216 с. [Архівовано 3 листопада 2013 у Wayback Machine.]
- Корнеев А. П. 1953. История промысла диких зверей на Украине. — К.: Изд-во КГУ, 1953. — 38 с.
- Корнеев О. П. Дрібні хижаки — друзі сільського господарства. — К., 1954.
- Корнєєв О. П., Пархоменко В. В. Берегти поля // Колгоспник України, 1958. — № 5.
- Корнеев А. П. Звери, охраняемые законом // Охота на Украине. — К.: Госсельхозиздат, 1959.
- Корнеев О. П. Нарис історії охорони природи на Україні // Охорона природи на Україні. — К., 1960.
- Корнеев О. П. Охороняймо корисних звірів нашої країни. — К.: Вид-во АН УРСР, 1963. — 48 с.
- Корнєєв О. П. Визначник звірів УРСР. Видання друге. — Київ: Радянська школа, 1965. — 236 с. [Архівовано 3 листопада 2013 у Wayback Machine.]
- Корнєєв О. П. Ленін і охорона природи // Філософ. пробл. сучасн. природознавства. — К., 1970. — Вип. 19.

## Про нього
- Крайнев Е. Александр Порфирьевич Корнеев // Охота и охот. х-во. — 1979. — № 1. — С. 19.
- Олександр Порфірьєвич Корнєєв // Рідна природа. — 1987. — № 2. — С. 58.
- Татаринов К. А. Александр Порфирьевич Корнеев // Вестник зоологии. — 1974. — № 2. — С. 83–84.
- Чорна I. З ріки життя // Рідна природа. — 1979. — № 2. — С. 34–35.
- ЦДАВО України, ф. 2, оп. 7, спр. 6661, л. 139–140.
- Архів ОРЦНБ України, ф. 166, спр. 918, лл. 1–19.
- Архив ОРЦНБ України, ф. 49, спр. 194, л. 5–8.